# Górnik Łęczna
GKS Górnik Łęczna este un club sportiv cu sediul în Łęczna, Polonia.

## Reușite
- Cupa Poloniei

- sfert de finală: 2000–01

## External links
- pl  Site web oficial (Polish)
- pl  Górnik Łęczna la 90minut.pl
- pl  Górnik Łęczna, site al fanilor